# Russell Fry
Russell William Fry (né le 31 janvier 1985 à Surfside Beach en Caroline du Sud) est un avocat et homme politique américain, membre du Parti républicain. Il est le représentant du 7e district congressionnel de Caroline du Sud au Congrès des États-Unis depuis 2023.
Russell Fry représente le 106e district à la Chambre des représentants de Caroline du Sud entre 2015 et 2023,. En 2018, il est nommé whip en chef de la majorité.

## Carrière

### Chambre des représentants de Caroline du Sud
En mai 2015, le représentant d'État Nelson Hardwick annonce sa démission après une enquête sur des allégations de harcèlement sexuel à son encontre. Fry se présente alors aux élections spéciales pour le siège de Hardwick. Il remporte une pluralité de voix lors de la primaire républicaine en juillet et se qualifie pour un second tour contre Tyler Servant. Fry remporte le second tour et n'est pas opposé lors des élections générales.

## Chambre des représentants des États-Unis

### Élections
À la suite de l'attaque du Capitole des États-Unis en 2021, Tom Rice, alors représentant du 7e district congressionnel de Caroline du Sud, vote en faveur de la destitution du président Donald Trump. Fry critique alors Rice pour son vote et déclare qu'il envisage se présenter contre lui en 2022. En août 2021, Fry annonce qu'il se présente contre Rice, soulignant son opposition à la destitution de Trump. Le 1er février 2022, Trump apporte son soutien à Fry. Lors de la primaire républicaine du 14 juin, Fry bat Rice par 26,6 points de pourcentage. Le 8 novembre, Fry est élu au Congrès avec 64,9 % des voix, battant le candidat démocrate Daryl Scott.
Il est réélu le 5 novembre 2024 en obtenant 64,9 % des voix face au démocrate Mal Hyman.

### Mandat
Fry est élu président de la classe de première année du Congrès pendant la semaine d'orientation,. Le 16 janvier 2023, il est annoncé que Fry siégera au commission judiciaire de la Chambre.

#### Budget
Fry fait partie des 71 républicains qui votent contre l'adoption finale de la loi de responsabilité budgétaire de 2023 à la Chambre.

## Vie privée
Fry est baptiste.